# Université Bioterra
L'université Bioterra est une université privée de Bucarest, Roumanie, fondée en 2002.